# Streptococcus suis
Espèce
Streptococcus suis est une espèce de bactéries de la famille des Streptococcaceae. Elle est responsable de la maladie professionnelle à Streptococcus suis. 